# Chaoborus flavidulus
Chaoborus flavidulus är en tvåvingeart som beskrevs av Edwards 1930. Chaoborus flavidulus ingår i släktet Chaoborus och familjen tofsmyggor. Inga underarter finns listade i Catalogue of Life.